# Recreation (film)
Recreation este un film american de comedie din 1914 produs de Mack Sennett și regizat de Charlie Chaplin. A avut premiera la 13 august 1914. În alte roluri interpretează actorii Charles Bennett, Helen Carruthers și Edwin Frazee.

## Distribuție
- Charles Chaplin - Tramp
- Charles Bennett -  Seaman on Park Bench (nemenționat)
- Helen Carruthers -  Girl in Park (nem.)
- Edwin Frazee -  Short Cop (nem.)